# روبرت هيو دانيال
روبرت هيو دانيال (بالإنجليزية: Robert Hugh Daniel)‏ هو ضابط أمريكي، ولد في 1 سبتمبر 1906، وتوفي في 27 أكتوبر 1983.